# Élections législatives partielles au cours de la XVe législature de la Cinquième République française
Des élections législatives partielles ont lieu durant la XVe législature de l'Assemblée nationale française.
Dix se tiennent en 2018, les neuf premières à la suite d'une décision du Conseil constitutionnel, la dixième en raison de la démission du député en place.
Six ont lieu en 2020, en raison des démissions pour cumul des mandats faisant suite aux élections municipales.
Quatre se déroulent en 2021.

## Liste
| #  | Dates de l’élection          | Circonscription                        | Député élu lors des élections législatives de 2017 | Parti | Parti | Groupe | Député élu ou réélu lors de l'élection partielle | Parti | Parti | Groupe | Raison de la tenue d'une élection partielle                                              |
| -- | ---------------------------- | -------------------------------------- | -------------------------------------------------- | ----- | ----- | ------ | ------------------------------------------------ | ----- | ----- | ------ | ---------------------------------------------------------------------------------------- |
| 1  | 28 janvier et 4 février 2018 | 1re du Val-d'Oise                      | Isabelle Muller-Quoy                               |       | LREM  | LREM   | Antoine Savignat                                 |       | LR    | LR     | Élections de juin 2017 invalidées par le Conseil constitutionnel,                        |
| 2  | 28 janvier et 4 février 2018 | 1re du Territoire de Belfort           | Ian Boucard                                        |       | LR    | LR     | Ian Boucard                                      |       | LR    | LR     | Élections de juin 2017 invalidées par le Conseil constitutionnel,                        |
| 3  | 4 et 11 mars 2018            | 2e de la Guyane                        | Lénaïck Adam                                       |       | LREM  | LREM   | Lénaïck Adam                                     |       | LREM  | LREM   | Élections de juin 2017 invalidées par le Conseil constitutionnel,                        |
| 4  | 11 et 18 mars 2018           | 8e de la Haute-Garonne                 | Joël Aviragnet                                     |       | PS    | NG     | Joël Aviragnet                                   |       | PS    | NG     | Élections de juin 2017 invalidées par le Conseil constitutionnel,                        |
| 5  | 18 et 25 mars 2018           | 4e du Loiret                           | Jean-Pierre Door                                   |       | LR    | LR     | Jean-Pierre Door                                 |       | LR    | LR     | Élections de juin 2017 invalidées par le Conseil constitutionnel,                        |
| 6  | 18 et 25 mars 2018           | 1re de Mayotte                         | Ramlati Ali                                        |       | DVG   | LREM   | Ramlati Ali                                      |       | DVG   | LREM   | Élections de juin 2017 invalidées par le Conseil constitutionnel,                        |
| 7  | 8 et 22 avril 2018           | 5e des Français établis hors de France | Samantha Cazebonne                                 |       | LREM  | LREM   | Samantha Cazebonne                               |       | LREM  | LREM   | Élections de juin 2017 invalidées par le Conseil constitutionnel,                        |
| 8  | 15 avril 2018                | Wallis-et-Futuna                       | Napole Polutele                                    |       | DVG   | UAI    | Sylvain Brial                                    |       | DVD   | NI     | Élections de juin 2017 invalidées par le Conseil constitutionnel,                        |
| 9  | 23 et 30 septembre 2018      | 7e de La Réunion                       | Thierry Robert                                     |       | MoDem | MoDem  | Jean-Luc Poudroux                                |       | DVD   | LR     | Député déclaré inéligible et démissionnaire d'office par le Conseil constitutionnel      |
| 10 | 18 et 25 novembre 2018       | 1re de l'Essonne                       | Manuel Valls                                       |       | DVG   | LREM-A | Francis Chouat                                   |       | DVG   | LREM-A | Député ayant annoncé sa démission pour se consacrer à sa campagne municipale à Barcelone |
| 11 | 20 et 27 septembre 2020      | 5e de la Seine-Maritime                | Christophe Bouillon                                |       | PS    | SOC    | Gérard Leseul                                    |       | PS    | SOC    | Double démission pour cumul des mandats                                                  |
| 11 | 20 et 27 septembre 2020      | 5e de la Seine-Maritime                | Bastien Coriton (suppléant)                        |       | PS    | NI     | Gérard Leseul                                    |       | PS    | SOC    | Double démission pour cumul des mandats                                                  |
| 12 | 20 et 27 septembre 2020      | 9e du Val-de-Marne                     | Luc Carvounas                                      |       | PS    | SOC    | Isabelle Santiago                                |       | PS    | SOC    | Député démissionnaire pour cumul des mandats, suppléante démissionnaire                  |
| 12 | 20 et 27 septembre 2020      | 9e du Val-de-Marne                     | Sarah Taillebois (suppléante)                      |       | PS    | NI     | Isabelle Santiago                                |       | PS    | SOC    | Député démissionnaire pour cumul des mandats, suppléante démissionnaire                  |
| 13 | 20 et 27 septembre 2020      | 11e des Yvelines                       | Nadia Hai                                          |       | LREM  | LREM   | Philippe Benassaya                               |       | LR    | LR     | Démission après nomination au gouvernement                                               |
| 14 | 20 et 27 septembre 2020      | 2e de La Réunion                       | Huguette Bello                                     |       | PLR   | GDR    | Karine Lebon                                     |       | PLR   | GDR    | Double démission pour cumul des mandats                                                  |
| 14 | 20 et 27 septembre 2020      | 2e de La Réunion                       | Olivier Hoarau (suppléant)                         |       | PLR   | NI     | Karine Lebon                                     |       | PLR   | GDR    | Double démission pour cumul des mandats                                                  |
| 15 | 20 et 27 septembre 2020      | 1re du Haut-Rhin                       | Éric Straumann                                     |       | LR    | LR     | Yves Hemedinger                                  |       | LR    | LR     | Double démission pour cumul des mandats                                                  |
| 15 | 20 et 27 septembre 2020      | 1re du Haut-Rhin                       | Brigitte Klinkert (suppléante)                     |       | DVD   | NI     | Yves Hemedinger                                  |       | LR    | LR     | Double démission pour cumul des mandats                                                  |
| 16 | 20 et 27 septembre 2020      | 3e de Maine-et-Loire                   | Jean-Charles Taugourdeau                           |       | LR    | LR     | Anne-Laure Blin                                  |       | LR    | LR     | Double démission pour cumul des mandats                                                  |
| 16 | 20 et 27 septembre 2020      | 3e de Maine-et-Loire                   | Élisabeth Marquet (suppléante)                     |       | LR    | NI     | Anne-Laure Blin                                  |       | LR    | LR     | Double démission pour cumul des mandats                                                  |
| 17 | 30 mai et 6 juin 2021        | 6e du Pas-de-Calais                    | Brigitte Bourguignon                               |       | LREM  | LREM   | Brigitte Bourguignon                             |       | LREM  | LREM   | Nomination comme membre du gouvernement et démission du suppléant pour cumul des mandats |
| 17 | 30 mai et 6 juin 2021        | 6e du Pas-de-Calais                    | Ludovic Loquet (suppléant)                         |       | LREM  | NI     | Christophe Leclercq (suppléant)                  |       | LREM  | LREM   | Nomination comme membre du gouvernement et démission du suppléant pour cumul des mandats |
| 18 | 30 mai et 6 juin 2021        | 15e de Paris                           | George Pau-Langevin                                |       | PS    | SOC    | Lamia El Aaraje                                  |       | PS    | SOC    | Nommée adjointe à la Défenseur des droits                                                |
| 19 | 30 mai et 6 juin 2021        | 3e d'Indre-et-Loire                    | Sophie Auconie                                     |       | UDI   | UDI    | Sophie Métadier                                  |       | UDI   | UDI    | Démission pour raison de santé                                                           |
| 20 | 30 mai et 6 juin 2021        | 1re de l'Oise                          | Olivier Dassault                                   |       | LR    | LR     | Victor Habert-Dassault                           |       | LR    | LR     | Décès                                                                                    |

## Résultats cumulés
|                           | Les Républicains (LR)                                                    | 66 577    | 22,15 | 88 120    | 30,44 | 9  | 3             |  |  |  |
|                           | La République en marche (LREM)                                           | 42 225    | 14,05 | 51 278    | 17,71 | 3  | 1             |  |  |  |
|                           | Parti socialiste (PS)                                                    | 32 252    | 10,73 | 44 621    | 15,41 | 4  | 1             |  |  |  |
|                           | Front national (FN) puis Rassemblement national (RN)                     | 31 024    | 10,32 | 15 922    | 5,50  | 0  | en stagnation |  |  |  |
|                           | La France insoumise (LFI)                                                | 22 885    | 7,61  | 20 872    | 7,21  | 0  | en stagnation |  |  |  |
|                           | Europe Écologie Les Verts (EÉLV)                                         | 17 510    | 5,83  | 12 015    | 4,15  | 0  | en stagnation |  |  |  |
|                           | Union des démocrates et indépendants (UDI)                               | 11 172    | 3,72  | 10 503    | 3,63  | 1  | 1             |  |  |  |
|                           | Divers gauche (DVG) dont AE3P, PCR, PCR diss., PPG, PRG, PSG, RPR et PSM | 9 597     | 3,19  | 8 246     | 2,85  | 1  | en stagnation |  |  |  |
|                           | Divers droite (DVD) dont MDM                                             | 9 373     | 3,12  | 4 746     | 1,64  | 1  | 1             |  |  |  |
|                           | Pour la Réunion (PLR)                                                    | 9 310     | 3,10  | 12 177    | 4,21  | 1  | en stagnation |  |  |  |
|                           | Divers (DIV ou SE) dont LSP                                              | 9 026     | 3,00  |           |       |    |               |  |  |  |
|                           | Génération.s (G.s)                                                       | 8 001     | 2,66  | 4 184     | 1,45  | 0  | en stagnation |  |  |  |
|                           | Mouvement démocrate (MoDem)                                              | 7 898     | 2,63  | 16 793    | 5,80  | 0  | 1             |  |  |  |
|                           | Parti communiste français (PCF)                                          | 5 362     | 1,78  |           |       |    |               |  |  |  |
|                           | Debout la France (DLF)                                                   | 4 701     | 1,56  |           |       |    |               |  |  |  |
|                           | Lutte ouvrière (LO)                                                      | 3 517     | 1,17  |           |       |    |               |  |  |  |
|                           | Les Républicains (LR) dissidents                                         | 3 189     | 1,06  |           |       |    |               |  |  |  |
|                           | Union populaire républicaine (UPR)                                       | 1 790     | 0,60  |           |       |    |               |  |  |  |
|                           | Parti de la France (PDF)                                                 | 940       | 0,31  |           |       |    |               |  |  |  |
|                           | Europe Écologie Les Verts (EÉLV) dissidents                              | 817       | 0,27  |           |       |    |               |  |  |  |
|                           | La République en marche (LREM) dissidents                                | 782       | 0,26  |           |       |    |               |  |  |  |
|                           | Divers écologiste (ECO) dont FE, FLUO et MHAN                            | 761       | 0,25  |           |       |    |               |  |  |  |
|                           | Parti Communiste Français (PCF) dissidents                               | 639       | 0,21  |           |       |    |               |  |  |  |
|                           | Divers extrême droite (EXD) dont FN et FPR                               | 542       | 0,18  |           |       |    |               |  |  |  |
|                           | Les Patriotes (LP)                                                       | 461       | 0,15  |           |       |    |               |  |  |  |
|                           | Divers extrême gauche (EXG) dont NPA et POID                             | 228       | 0,08  |           |       |    |               |  |  |  |
|                           |                                                                          |           |       |           |       |    |               |  |  |  |
| Suffrages exprimés        | Suffrages exprimés                                                       | 300 579   | 95,98 | 289 477   | 91,53 |    |               |  |  |  |
| Votes blancs et invalides | Votes blancs et invalides                                                | 12 670    | 4,02  | 26 778    | 8,47  |    |               |  |  |  |
| Total                     | Total                                                                    | 313 249   | 100   | 316 255   | 100   | 20 | en stagnation |  |  |  |
| Abstentions               | Abstentions                                                              | 1 144 100 | 78,51 | 1 133 189 | 78,18 |    |               |  |  |  |
| Inscrits / participation  | Inscrits / participation                                                 | 1 457 349 | 21,49 | 1 449 444 | 21,82 |    |               |  |  |  |

## Évolution des résultats des partis par rapport à 2017

### Évolution au premier tour
NC = Non Concerné (absent en 2017 et/ou à la législative partielle)
| Circonscription                        | LR              | LR     | LREM            | LREM   | LFI             | LFI    | PS              | PS     | FN puis RN      | FN puis RN | MoDem         | MoDem  | EELV            | EELV   | UDI             | UDI    | PCF             | PCF    | DLF             | DLF    | UPR             | UPR    | LO              | LO     | NPA             | NPA    | PDF             | PDF    |
| -------------------------------------- | --------------- | ------ | --------------- | ------ | --------------- | ------ | --------------- | ------ | --------------- | ---------- | ------------- | ------ | --------------- | ------ | --------------- | ------ | --------------- | ------ | --------------- | ------ | --------------- | ------ | --------------- | ------ | --------------- | ------ | --------------- | ------ |
| 1re du Val-d'Oise                      | en augmentation | +05,92 | en diminution   | -06,65 | en augmentation | +01,34 | en augmentation | +01,40 | en diminution   | -05,20     | NC            | NC     | en augmentation | +02,34 | NC              | NC     | en diminution   | -0,60  | NC              | NC     | en augmentation | +00,07 | en augmentation | +00,46 | NC              | NC     | NC              | NC     |
| 1re du Territoire de Belfort           | en augmentation | +15,32 | NC              | NC     | en diminution   | -00,55 | en diminution   | -06,50 | en diminution   | -09,98     | en diminution | -5,16  | NC              | NC     | NC              | NC     | NC              | NC     | NC              | NC     | en diminution   | -00,02 | en augmentation | +00,54 | NC              | NC     | NC              | NC     |
| 2e de la Guyane                        | NC              | NC     | en augmentation | +06,66 | en augmentation | +14,84 | NC              | NC     | NC              | NC         | NC            | NC     | NC              | NC     | NC              | NC     | NC              | NC     | NC              | NC     | en diminution   | -01,01 | NC              | NC     | NC              | NC     | NC              | NC     |
| 8e de la Haute-Garonne                 | NC              | NC     | en diminution   | -13,09 | en diminution   | -01,09 | en augmentation | +20,96 | en diminution   | -03,50     | NC            | NC     | en augmentation | +00,36 | NC              | NC     | en diminution   | -00,46 | en augmentation | +1,13  | en augmentation | +00,43 | en augmentation | +00,21 | NC              | NC     | NC              | NC     |
| 4e du Loiret                           | en augmentation | +14,42 | en diminution   | -08,36 |                 | NC     | en augmentation | +01,17 | en diminution   | -06,90     | NC            | NC     | NC              | NC     | NC              | NC     | en diminution   | -05,64 | NC              | NC     | en augmentation | +00,16 | en augmentation | +00,64 | NC              | NC     | NC              | NC     |
| 1re de Mayotte                         | en augmentation | +15,83 | en diminution   | -03,14 | en augmentation | +00,63 | NC              | NC     | NC              | NC         | NC            | NC     | NC              | NC     | NC              | NC     | NC              | NC     | NC              | NC     | en augmentation | +01,09 | NC              | NC     | NC              | NC     | NC              | NC     |
| 5e des Français établis hors de France | en diminution   | -01,16 | en diminution   | -15,21 | en augmentation | +12,93 | en diminution   | -00,66 | NC              | NC         | NC            | NC     | NC              | NC     | NC              | NC     | NC              | NC     | NC              | NC     | NC              | NC     | NC              | NC     | NC              | NC     | NC              | NC     |
| Wallis-et-Futuna                       | en augmentation | +05,42 | NC              | NC     | NC              | NC     | NC              | NC     | NC              | NC         | NC            | NC     | NC              | NC     | en diminution   | -01,85 | NC              | NC     | NC              | NC     | NC              | NC     | NC              | NC     | NC              | NC     | NC              | NC     |
| 7e de La Réunion                       | en augmentation | +19,90 | NC              | NC     | en diminution   | -07,06 | NC              | NC     | en diminution   | -01,48     | en diminution | -16,80 | NC              | NC     | NC              | NC     | NC              | NC     | NC              | NC     | en diminution   | -00,59 | NC              | NC     | NC              | NC     | NC              | NC     |
| 1re de l'Essonne                       | en diminution   | -01,72 | NC              | NC     | en augmentation | +00,21 | NC              | NC     | en augmentation | +03,52     | NC            | NC     | NC              | NC     | NC              | NC     | en augmentation | +00,85 | NC              | NC     | NC              | NC     | en augmentation | +00,38 | en augmentation | +00,42 | NC              | NC     |
| 5e de la Seine-Maritime                | en diminution   | -11,41 | NC              | NC     | en diminution   | -03,06 | en diminution   | -01,92 | en diminution   | -00,81     | NC            | NC     | NC              | NC     | NC              | NC     | NC              | NC     | NC              | NC     | en augmentation | +00,63 | en augmentation | +01,51 | NC              | NC     | NC              | NC     |
| 9e du Val-de-Marne                     | en augmentation | +01,15 | en diminution   | -19,25 | en diminution   | -09,08 | en augmentation | +13,20 | en augmentation | +00,46     | NC            | NC     | NC              | NC     | NC              | NC     | NC              | NC     | NC              | NC     | NC              | NC     | en augmentation | +01,52 | NC              | NC     | NC              | NC     |
| 11e des Yvelines                       | en augmentation | +13,53 | en diminution   | -17,56 | NC              | NC     | NC              | NC     | en augmentation | +00,10     | NC            | NC     | NC              | NC     | NC              | NC     | en augmentation | +04,72 | en augmentation | +02,25 | en augmentation | +00,58 | en augmentation | +00,82 | NC              | NC     | NC              | NC     |
| 2e de La Réunion                       | en diminution   | -14,96 | NC              | NC     | NC              | NC     | NC              | NC     | en diminution   | -02,69     | NC            | NC     | en diminution   | -05,49 | NC              | NC     | NC              | NC     | NC              | NC     | NC              | NC     | NC              | NC     | NC              | NC     | NC              | NC     |
| 1re du Haut-Rhin                       | en augmentation | +07,61 | en diminution   | -23,11 | NC              | NC     | NC              | NC     | en augmentation | +02,62     | NC            | NC     | en augmentation | +18,92 | NC              | NC     | NC              | NC     | en augmentation | +02,70 | NC              | NC     | en augmentation | +01,62 | NC              | NC     | NC              | NC     |
| 3e de Maine-et-Loire                   | en diminution   | -01,94 | en diminution   | -11,51 | NC              | NC     | NC              | NC     | en diminution   | -02,71     | NC            | NC     | en augmentation | +18,35 | NC              | NC     | NC              | NC     | NC              | NC     | NC              | NC     | en augmentation | +01,38 | NC              | NC     | NC              | NC     |
| 6e du Pas-de-Calais                    | en augmentation | +03,25 | en diminution   | -06,99 | en diminution   | -11,04 | en augmentation | +12,91 | en augmentation | +01,33     | NC            | NC     | en diminution   | -02,28 | NC              | NC     | en augmentation | +03,69 | en diminution   | -02,31 | en diminution   | -00,58 | en augmentation | +01,99 | NC              | NC     | NC              | NC     |
| 15e de Paris                           | en augmentation | +09,60 | NC              | NC     | en augmentation | +02,12 | en augmentation | +01,53 | NC              | NC         | NC            | NC     | en augmentation | +07,55 | NC              | NC     | en augmentation | +06,02 | NC              | NC     | NC              | NC     | NC              | NC     | NC              | NC     | NC              | NC     |
| 3e d'Indre-et-Loire                    | NC              | NC     | NC              | NC     | NC              | NC     | en diminution   | -08,42 | en augmentation | +11,02     | NC            | NC     | en augmentation | +09,62 | en augmentation | +25,00 | NC              | NC     | NC              | NC     | NC              | NC     | NC              | NC     | NC              | NC     | NC              | NC     |
| 1re de l'Oise                          | en augmentation | +19,93 | en diminution   | -19,56 | NC              | NC     | NC              | NC     | en diminution   | -02,85     | NC            | NC     | NC              | NC     | NC              | NC     | NC              | NC     | en augmentation | +01,79 | NC              | NC     | en augmentation | +01,16 | NC              | NC     | en augmentation | +00,24 |

- Les plus hauts taux de participation
- Les plus bas taux de participation

### Évolution au second tour
NC = Non Concerné (absent en 2017 et/ou à la législative partielle)
| Circonscription                        | LR              | LR     | LREM            | LREM   | LFI             | LFI    | PS              | PS     | MoDem         | MoDem  | UDI             | UDI    | PCF           | PCF    | RN            | RN     |
| -------------------------------------- | --------------- | ------ | --------------- | ------ | --------------- | ------ | --------------- | ------ | ------------- | ------ | --------------- | ------ | ------------- | ------ | ------------- | ------ |
| 1re du Val-d'Oise                      | en augmentation | +05,68 | en diminution   | -05,68 | NC              | NC     | NC              | NC     | NC            | NC     | NC              | NC     | NC            | NC     | NC            | NC     |
| 1re du Territoire de Belfort           | en augmentation | +08,18 | NC              | NC     | NC              | NC     | NC              | NC     | en diminution | -08,18 | NC              | NC     | NC            | NC     | NC            | NC     |
| 2e de la Guyane                        | NC              | NC     | en augmentation | +00,44 | en diminution   | -0,44  | NC              | NC     | NC            | NC     | NC              | NC     | NC            | NC     | NC            | NC     |
| 8e de la Haute-Garonne                 | NC              | NC     | en diminution   | -20,18 | NC              | NC     | en augmentation | +20,18 | NC            | NC     | NC              | NC     | NC            | NC     | NC            | NC     |
| 4e du Loiret                           | en augmentation | +17,07 | en diminution   | -17,07 | NC              | NC     | NC              | NC     | NC            | NC     | NC              | NC     | NC            | NC     | NC            | NC     |
| 1re de Mayotte                         | en diminution   | -04,60 | NC              | NC     | NC              | NC     | NC              | NC     | NC            | NC     | NC              | NC     | NC            | NC     | NC            | NC     |
| 5e des Français établis hors de France | NC              | NC     | en diminution   | -12,25 | en augmentation | +12,25 | NC              | NC     | NC            | NC     | NC              | NC     | NC            | NC     | NC            | NC     |
| Wallis-et-Futuna                       | en augmentation | +05,42 | NC              | NC     | NC              | NC     | NC              | NC     | NC            | NC     | en diminution   | -01,85 | NC            | NC     | NC            | NC     |
| 7e de La Réunion                       | NC              | NC     | NC              | NC     | NC              | NC     | NC              | NC     | en diminution | -20,22 | NC              | NC     | NC            | NC     | NC            | NC     |
| 1re de l'Essonne                       | NC              | NC     | NC              | NC     | en diminution   | -08,80 | NC              | NC     | NC            | NC     | NC              | NC     | NC            | NC     | NC            | NC     |
| 5e de la Seine-Maritime                | NC              | NC     | NC              | NC     | NC              | NC     | en augmentation | +02,76 | NC            | NC     | NC              | NC     | NC            | NC     | NC            | NC     |
| 9e du Val-de-Marne                     | NC              | NC     | NC              | NC     | NC              | NC     | en diminution   | -00,94 | NC            | NC     | NC              | NC     | NC            | NC     | NC            | NC     |
| 11e des Yvelines                       | en augmentation | +09,69 | NC              | NC     | NC              | NC     | NC              | NC     | NC            | NC     | NC              | NC     | NC            | NC     | NC            | NC     |
| 2e de La Réunion                       | NC              | NC     | NC              | NC     | NC              | NC     | NC              | NC     | NC            | NC     | NC              | NC     | en diminution | -01,63 | NC            | NC     |
| 1re du Haut-Rhin                       | en diminution   | -03,63 | NC              | NC     | NC              | NC     | NC              | NC     | NC            | NC     | NC              | NC     | NC            | NC     | NC            | NC     |
| 3e de Maine-et-Loire                   | en augmentation | +09,26 | NC              | NC     | NC              | NC     | NC              | NC     | NC            | NC     | NC              | NC     | NC            | NC     | NC            | NC     |
| 6e du Pas-de-Calais                    | NC              | NC     | en augmentation | +01,21 | NC              | NC     | NC              | NC     | NC            | NC     | NC              | NC     | NC            | NC     | en diminution | -01,21 |
| 15e de Paris                           | NC              | NC     | NC              | NC     | en augmentation | +03,73 | en diminution   | -03,73 | NC            | NC     | NC              | NC     | NC            | NC     | NC            | NC     |
| 3e d'Indre-et-Loire                    | NC              | NC     | NC              | NC     | NC              | NC     | en diminution   | -06,34 | NC            | NC     | en augmentation | +06,34 | NC            | NC     | NC            | NC     |
| 1re de l'Oise                          | en augmentation | +13,34 | NC              | NC     | NC              | NC     | NC              | NC     | NC            | NC     | NC              | NC     | NC            | NC     | NC            | NC     |

- Les plus hauts taux de participation
- Les plus bas taux de participation

## Récapitulatif taux de participation
| Circonscription                        | 1er tour          | 1er tour | 2e tour           | 2e tour |
| Circonscription                        | Date              | Taux     | Date              | Taux    |
| -------------------------------------- | ----------------- | -------- | ----------------- | ------- |
| 1re du Val-d'Oise                      | 28 janvier 2018   | 20,33%   | 4 février 2018    | 19,09%  |
| 1re du Territoire de Belfort           | 28 janvier 2018   | 29,50%   | 4 février 2018    | 28,90%  |
| 2e de la Guyane                        | 4 mars 2018       | 34,76%   | 11 mars 2018      | 41,49%  |
| 8e de la Haute-Garonne                 | 11 mars 2018      | 34,70%   | 18 mars 2018      | 33,08%  |
| 4e du Loiret                           | 18 mars 2018      | 30,36%   | 18 mars 2018      | 28,61%  |
| 1re de Mayotte                         | 18 mars 2018      | 30,49%   | 18 mars 2018      | 41,36%  |
| 5e des Français établis hors de France | 8 avril 2018      | 7,87%    | 22 avril 2018     | 7,97%   |
| Wallis-et-Futuna                       | 15 avril 2018     | 83,02%   |                   |         |
| 7e de La Réunion                       | 23 septembre 2018 | 23,15%   | 30 septembre 2018 | 30,63%  |
| 1re de l'Essonne                       | 18 novembre 2018  | 18,09%   | 25 novembre 2018  | 17,06%  |
| 5e de la Seine-Maritime                | 20 septembre 2020 | 17,71%   | 27 septembre 2020 | 17,75%  |
| 9e du Val-de-Marne                     | 20 septembre 2020 | 12,88%   | 27 septembre 2020 | 10,96%  |
| 11e des Yvelines                       | 20 septembre 2020 | 16,60%   | 27 septembre 2020 | 16,00%  |
| 2e de La Réunion                       | 20 septembre 2020 | 15,15%   | 27 septembre 2020 | 18,88%  |
| 1re du Haut-Rhin                       | 20 septembre 2020 | 20,31%   | 27 septembre 2020 | 18,92%  |
| 3e de Maine-et-Loire                   | 20 septembre 2020 | 17,84%   | 27 septembre 2020 | 17,78%  |
| 6e du Pas-de-Calais                    | 30 mai 2021       | 24,26%   | 6 juin 2021       | 23,99%  |
| 15e de Paris                           | 30 mai 2021       | 15,54%   | 6 juin 2021       | 16,36%  |
| 3e d'Indre-et-Loire                    | 30 mai 2021       | 18,37%   | 6 juin 2021       | 18,25%  |
| 1re de l'Oise                          | 30 mai 2021       | 26,41%   | 6 juin 2021       | 24,34%  |

- Les plus hauts taux de participation
- Les plus bas taux de participation

## Élections partielles en 2018

### 1recirconscription du Val-d'Oise
Les électeurs de la première circonscription du Val-d'Oise sont appelés à élire un nouveau député à la suite de l'annulation des résultats de juin 2017 par le Conseil constitutionnel. En effet, l'élection d'Isabelle Muller-Quoy (LREM) est annulée le 16 novembre 2017 car son suppléant, président du Conseil de prud'hommes de Pontoise jusqu'en janvier 2017, était en cette qualité inéligible au moment du scrutin.
|                                                                                                  |  | |
| Résultats du premier tour par commune en 2017 - Muller-Quoy (LREM) - Savignat (LR) - Cornet (FN) |  | Résultats du premier tour par commune en 2018 - Muller-Quoy (LREM) - Savignat (LR) - Saïb (LFI) - Capdet (FN) |

|                                              |  |                                              |
| Résultats du second tour par commune en 2017 |  | Résultats du second tour par commune en 2018 |

L'élection partielle se tient les 28 janvier et 4 février 2018.
| Candidat    | Candidat                      | Parti       | Premier tour | Premier tour | Premier tour | Second tour | Second tour | Second tour |
| Candidat    | Candidat                      | Parti       | Voix         | %            | +/- 2017     | Voix        | %           | +/- 2017    |
| ----------- | ----------------------------- | ----------- | ------------ | ------------ | ------------ | ----------- | ----------- | ----------- |
|             | Isabelle Muller-Quoy sortante | LREM        | 4 768        | 29,28        | 6,65         | 6 762       | 48,55       | 5,68        |
|             | Antoine Savignat élu          | LR (UDI)    | 3 855        | 23,67        | 5,92         | 7 167       | 51,45       | 5,68        |
|             | Leïla Saïb                    | LFI         | 1 867        | 11,47        | 1,34         |             |             |             |
|             | Stéphane Capdet               | FN          | 1 647        | 10,11        | 5,20         |             |             |             |
|             | Sandra Nguyen-Derosier        | PS          | 1 121        | 6,88         | 1,40         |             |             |             |
|             | Bénédicte Ariès               | EÉLV        | 1 009        | 6,20         | 2,34         |             |             |             |
|             | Jean-Paul Nowak               | DLF         | 702          | 4,31         | Nv           |             |             |             |
|             | Huguette François             | PDF         | 429          | 2,63         | 1,35         |             |             |             |
|             | Brigitte Poli                 | PCF         | 320          | 1,97         | 0,60         |             |             |             |
|             | Hélène Halbin                 | LO          | 204          | 1,25         | 0,46         |             |             |             |
|             | Denise Cornet                 | LP          | 193          | 1,19         | Nv           |             |             |             |
|             | Christophe Hayes              | UPR         | 169          | 1,04         | 0,07         |             |             |             |
|             |                               |             |              |              |              |             |             |             |
| Inscrits    | Inscrits                      | Inscrits    | 82 637       | 100,00       |              | 82 256      | 100,00      |             |
| Abstentions | Abstentions                   | Abstentions | 65 891       | 79,67        | 66 650       | 80,91       |             |             |
| Votants     | Votants                       | Votants     | 16 746       | 20,33        | 15 706       | 19,09       |             |             |
| Blancs      | Blancs                        | Blancs      | 332          | 1,98         | 1 210        | 7,70        |             |             |
| Nuls        | Nuls                          | Nuls        | 130          | 0,77         | 567          | 3,61        |             |             |
| Exprimés    | Exprimés                      | Exprimés    | 16 284       | 97,25        | 13 929       | 88,69       |             |             |

### 1recirconscription du Territoire de Belfort
Les électeurs de la première circonscription du Territoire de Belfort sont appelés à élire un nouveau député à la suite de l'annulation des résultats de juin 2017 par le Conseil constitutionnel. En effet, Ian Boucard a vu son élection annulée le 8 décembre 2017 en raison de la diffusion par son parti de deux tracts apparaissant faussement comme issus de La France insoumise et du Front national. Il a fait figurer la facture de l'imprimerie concernant ces tracts dans son compte de campagne.
| |  |                                                                                |
| Résultats du premier tour par commune en 2017 - Grudler (MoDem) - Boucard (LR) - Sandri (FN) - Faudot (PS) |  | Résultats du premier tour par commune en 2018 - Boucard (LR) - Grudler (MoDem) |

|                                              |  |                                              |
| Résultats du second tour par commune en 2017 |  | Résultats du second tour par commune en 2018 |

L'élection partielle se tient les 28 janvier et 4 février 2018.
| Candidat    | Candidat                  | Parti          | Premier tour | Premier tour | Premier tour | Second tour | Second tour | Second tour |
| Candidat    | Candidat                  | Parti          | Voix         | %            | +/- 2017     | Voix        | %           | +/- 2017    |
| ----------- | ------------------------- | -------------- | ------------ | ------------ | ------------ | ----------- | ----------- | ----------- |
|             | Ian Boucard sortant réélu | LR (UDI)       | 5 266        | 39,02        | 15,32        | 7 229       | 58,93       | 8,18        |
|             | Christophe Grudler        | MoDem (LREM)   | 3 600        | 26,67        | 5,16         | 5 039       | 41,07       | 8,18        |
|             | Anaïs Beltran             | LFI (MRC, PCF) | 1 568        | 11,62        | 0,55         |             |             |             |
|             | Jean-Raphaël Sandri       | FN             | 1 015        | 7,52         | 9,98         |             |             |             |
|             | Vincent Jeudy             | EÉLV           | 601          | 4,45         | Nv           |             |             |             |
|             | Julie Kohlenberg          | DLF            | 515          | 3,82         | Nv           |             |             |             |
|             | Arthur Courty             | PS             | 351          | 2,60         | Nv           |             |             |             |
|             | Sophie Montel             | LP             | 268          | 1,99         | Nv           |             |             |             |
|             | Yves Fontanive            | LO             | 214          | 1,59         | 0,54         |             |             |             |
|             | Jonathan Vallart          | UPR            | 99           | 0,73         | 0,02         |             |             |             |
|             |                           |                |              |              |              |             |             |             |
| Inscrits    | Inscrits                  | Inscrits       | 47 457       | 100,00       |              | 47 655      | 100,00      |             |
| Abstentions | Abstentions               | Abstentions    | 33 455       | 70,50        | 33 881       | 71,10       |             |             |
| Votants     | Votants                   | Votants        | 14 002       | 29,50        | 13 774       | 28,90       |             |             |
| Blancs      | Blancs                    | Blancs         | 342          | 2,44         | 959          | 6,96        |             |             |
| Nuls        | Nuls                      | Nuls           | 166          | 1,19         | 548          | 3,98        |             |             |
| Exprimés    | Exprimés                  | Exprimés       | 13 497       | 96,37        | 12 268       | 89,07       |             |             |

### 2ecirconscription de la Guyane
Les électeurs de la deuxième circonscription de la Guyane sont appelés à élire un nouveau député à la suite de l'annulation des résultats de juin 2017 par le Conseil constitutionnel. En effet, l'élection de Lénaïck Adam (LREM) est annulée le 8 décembre 2017 en raison de l'absence d'assesseurs dans deux bureaux de vote, entraînant l'annulation des suffrages exprimés dans ceux-ci. Le nombre de bulletins annulés étant supérieur à l'écart de voix entre les deux candidats présent au 2d tour, une nouvelle élection doit avoir lieu.
| |  |                                                                                          |
| Résultats du premier tour par commune en 2017 - Adam (LREM) - Rimane (REG) - Berthelot (DVG) - Joigny (DVG) |  | Résultats du premier tour par commune en 2018 - Adam (LREM) - Rimane (LFI) - Riché (PSG) |

|                                              |  |                                              |
| Résultats du second tour par commune en 2017 |  | Résultats du second tour par commune en 2018 |

L'élection partielle se tient les 4 et 11 mars 2018. En raison d'un deuil familial, Mylène Mazia (DVG) décide de retirer sa candidature le 16 février 2018. Comme ce retrait intervient après la fin du dépôt des candidatures, il se matérialise par l'absence de bulletins de vote en faveur de la candidate le jour du scrutin.
| Candidat         | Candidat            | Parti       | Premier tour | Premier tour | Premier tour | Second tour | Second tour | Second tour |
| Candidat         | Candidat            | Parti       | Voix         | %            | +/- 2017     | Voix        | %           | +/- 2017    |
| ---------------- | ------------------- | ----------- | ------------ | ------------ | ------------ | ----------- | ----------- | ----------- |
|                  | Lénaïck Adam*       | LREM-UDI    | 5 927        | 43,10        | 6,66         | 8 320       | 50,65       | 0,44        |
|                  | Davy Rimane         | LFI         | 4 830        | 35,12        | 14,84        | 8 107       | 49,35       | 0,44        |
|                  | David Riché         | PSG         | 1 385        | 10,07        | Nv           |             |             |             |
|                  | José Makebe         | DVD         | 683          | 4,97         | Nv           |             |             |             |
|                  | Richard Joigny      | PPG         | 305          | 2,22         | 3,57         |             |             |             |
|                  | Jean-Philippe Dolor | LREM diss.  | 271          | 1,97         | Nv           |             |             |             |
|                  | Jérôme Harbourg     | FN          | 248          | 1,80         | Nv           |             |             |             |
|                  | Georges Mignot      | UPR         | 104          | 0,76         | 1,01         |             |             |             |
|                  | Mylène Mazia        | DVG         | 0            | 0            | Nv           |             |             |             |
|                  |                     |             |              |              |              |             |             |             |
| Inscrits         | Inscrits            | Inscrits    | 40 587       | 100,00       |              | 40 588      | 100,00      |             |
| Abstentions      | Abstentions         | Abstentions | 26 477       | 65,24        | 23 750       | 58,51       |             |             |
| Votants          | Votants             | Votants     | 14 110       | 34,76        | 16 851       | 41,49       |             |             |
| Blancs           | Blancs              | Blancs      | 183          | 1,30         | 258          | 1,53        |             |             |
| Nuls             | Nuls                | Nuls        | 174          | 1,23         | 166          | 0,98        |             |             |
| Exprimés         | Exprimés            | Exprimés    | 13 753       | 97,47        | 16 427       | 97,48       |             |             |
| * député sortant |                     |             |              |              |              |             |             |             |

### 8ecirconscriptionde la Haute-Garonne
Les électeurs de la huitième circonscription de la Haute-Garonne sont appelés à élire un nouveau député à la suite de l'annulation des résultats de juin 2017 par le Conseil constitutionnel. En effet, l'élection de Joël Aviragnet (PS) est annulée le 18 décembre 2017 car la commune de Gensac-de-Boulogne (124 électeurs inscrits) n'a pas, à l'issue du scrutin, transmis la liste d'émargement à la préfecture. Elle n'a communiqué qu'un document « interne » sur lequel les membres du bureau de vote relevaient les noms des votants, ce qui rend impossible le contrôle par le juge électoral de la régularité des opérations électorales.
L'élection partielle se tient les 11 et 18 mars 2018.
| Candidat         | Candidat                  | Parti          | Premier tour | Premier tour | Premier tour | Second tour | Second tour | Second tour |
| Candidat         | Candidat                  | Parti          | Voix         | %            | +/- 2017     | Voix        | %           | +/- 2017    |
| ---------------- | ------------------------- | -------------- | ------------ | ------------ | ------------ | ----------- | ----------- | ----------- |
|                  | Joël Aviragnet*           | PS             | 10 777       | 38,74        | 20,96        | 17 157      | 70,31       | 20,18       |
|                  | Michel Montsarrat         | LREM-UDI       | 5 651        | 20,31        | 13,09        | 7 246       | 29,69       | 20,18       |
|                  | Philippe Gimenez          | LFI            | 3 622        | 13,02        | 1,09         |             |             |             |
|                  | Marie-Christine Parolin   | FN             | 3 264        | 11,73        | 3,50         |             |             |             |
|                  | Philippe Maurin           | LR             | 1 374        | 4,94         | Nv           |             |             |             |
|                  | Marie-Cécile Seigle-Vatte | EÉLV           | 878          | 3,16         | 0,36         |             |             |             |
|                  | Corinne Marquerie         | PCF            | 733          | 2,63         | 0,46         |             |             |             |
|                  | Sébastien Broucke         | DLF            | 706          | 2,54         | 1,13         |             |             |             |
|                  | Hervé Minec               | UPR            | 297          | 1,07         | 0,43         |             |             |             |
|                  | Guy Jovelin               | PDF            | 270          | 0,97         | Nv           |             |             |             |
|                  | Martine Guiraud           | LO             | 244          | 0,88         | 0,21         |             |             |             |
|                  | Francis Meynier           | AE3P           | 2            | 0,01         | Nv           |             |             |             |
|                  |                           |                |              |              |              |             |             |             |
| Inscrits         | Inscrits                  | Inscrits       | 84 553       | 100,00       |              | 85 229      | 100,00      |             |
| Abstentions      | Abstentions               | Abstentions    | 55 216       | 65,30        | 57 032       | 66,92       |             |             |
| Votants          | Votants                   | Votants        | 29 337       | 34,70        | 28 197       | 33,08       |             |             |
| Blancs et nuls   | Blancs et nuls            | Blancs et nuls | 1 519        | 5,18         | 3 794        | 13,46       |             |             |
| Exprimés         | Exprimés                  | Exprimés       | 27 818       | 94,82        | 24 403       | 86,54       |             |             |
| * député sortant |                           |                |              |              |              |             |             |             |

### 4ecirconscription du Loiret
Les électeurs de la quatrième circonscription du Loiret sont appelés à élire un nouveau député à la suite de l'annulation des résultats de juin 2017 par le Conseil constitutionnel. En effet, l'élection de Jean-Pierre Door (LR) est annulée le 18 décembre 2017, le Conseil constitutionnel estimant que compte tenu de la faiblesse de l'écart de voix (7 voix) entre les deux candidats au second tour, la diffusion de messages politiques sur Facebook le jour du second tour de scrutin a pu « altérer la sincérité du scrutin ».
| |  |                                                                                           |
| Résultats du premier tour par commune en 2017 - Harlé (LREM) - Door (LR) - Marchetti (FN) - Demaumont (PCF) |  | Résultats du premier tour par commune en 2018 - Door (LR) - Harlé (LREM) - Marchetti (FN) |

|                                              |  |                                              |
| Résultats du second tour par commune en 2017 |  | Résultats du second tour par commune en 2018 |

L'élection partielle se tient les 18 et 25 mars 2018.
| Candidat    | Candidat                       | Parti               | Premier tour | Premier tour | Premier tour | Second tour | Second tour | Second tour |
| Candidat    | Candidat                       | Parti               | Voix         | %            | +/- 2017     | Voix        | %           | +/- 2017    |
| ----------- | ------------------------------ | ------------------- | ------------ | ------------ | ------------ | ----------- | ----------- | ----------- |
|             | Jean-Pierre Door sortant réélu | LR (UDI, CPNT)      | 8 330        | 38,20        | 14,42        | 12 632      | 67,08       | 17,07       |
|             | Mélusine Harlé                 | LREM                | 4 406        | 20,20        | 8,36         | 6 199       | 32,92       | 17,07       |
|             | Ludovic Marchetti              | FN                  | 3 026        | 13,88        | 6,90         |             |             |             |
|             | Jalila Gaboret                 | PS                  | 1 450        | 6,65         | 1,17         |             |             |             |
|             | Bruno Nottin                   | PCF (EÉLV, G.s)     | 1 300        | 5,96         | 5,64         |             |             |             |
|             | Luc Bucheton                   | DLF (PCD, CNIP)     | 1 140        | 5,23         | 2,22         |             |             |             |
|             | Jérôme Schmitt                 | LFI                 | 1 081        | 4,96         | Nv           |             |             |             |
|             | Joël-Pierre Chevreux           | LT–MHAN (MÉI, AÉI)  | 427          | 1,96         | Nv           |             |             |             |
|             | Dominique Clergue              | LO                  | 349          | 1,60         | 0,64         |             |             |             |
|             | Laurent Chaillou               | UPR                 | 177          | 0,81         | 0,16         |             |             |             |
|             | Nicolas Rousseaux              | Extrême droite (FN) | 93           | 0,43         | Nv           |             |             |             |
|             | Frédéric Chaouat               | Divers (LSP)        | 29           | 0,13         | Nv           |             |             |             |
|             |                                |                     |              |              |              |             |             |             |
| Inscrits    | Inscrits                       | Inscrits            | 74 063       | 100,00       |              | 74 054      | 100,00      |             |
| Abstentions | Abstentions                    | Abstentions         | 51 074       | 69,64        | 52 866       | 71,39       |             |             |
| Votants     | Votants                        | Votants             | 22 489       | 30,36        | 21 188       | 28,61       |             |             |
| Blancs      | Blancs                         | Blancs              | 442          | 1,97         | 1 492        | 7,04        |             |             |
| Nuls        | Nuls                           | Nuls                | 239          | 1,06         | 865          | 4,08        |             |             |
| Exprimés    | Exprimés                       | Exprimés            | 21 808       | 96,97        | 18 831       | 88,88       |             |             |

### 1recirconscription de Mayotte
Les électeurs de la première circonscription de Mayotte sont appelés à élire un nouveau député à la suite de l'annulation des résultats de juin 2017 par le Conseil constitutionnel. En effet, l'élection de Ramlati Ali (Parti socialiste, mais appartenant au groupe parlementaire de La République en marche) est annulée le 19 janvier 2018, le Conseil constitutionnel estimant la sincérité du scrutin « altérée, compte tenu du faible écart de voix » entre elle et son opposant, Elad Chakrina (Les Républicains), qui avait déposé un recours.
Ramlati Ali est placée en garde à vue le 13 février 2018, puis mise en examen le lendemain, concernant des procurations litigieuses évoquées dans les motivations de l'annulation de l'élection. Elle bénéficiait avant ce développement du soutien du PS local, mais elle n'obtient finalement ni l'investiture du PS ni celle de LREM,. Le 15 mars, Marine Le Pen annonce le soutien du Front national à Elad Chakrina. Plusieurs cadres de LR réaffirment à la suite de celui-ci qu'il n'est pas question de faire alliance avec le FN. Entre les deux tours, LREM appelle à voter pour Ramlati Ali (qui a annoncé qu'elle souhaite à nouveau siéger dans le groupe majoritaire en cas d'élection), justifiant en partie cette décision par le soutien apporté par le FN à son adversaire.
| |  |                                                                           |
| Résultats du premier tour par commune en 2017 - Ali (PS) - Chakrina (LR) - Ali Boto (DVG) - Zaïdani (DVD) - Ahamadi (DVG) |  | Résultats du premier tour par commune en 2018 - Ali (DVG) - Chakrina (LR) |

|                                              |  |                                              |
| Résultats du second tour par commune en 2017 |  | Résultats du second tour par commune en 2018 |

L'élection partielle se tient les 18 et 25 mars 2018.
| Candidat           | Candidat              | Parti       | Premier tour | Premier tour | Premier tour | Second tour | Second tour | Second tour |
| Candidat           | Candidat              | Parti       | Voix         | %            | +/- 2017     | Voix        | %           | +/- 2017    |
| ------------------ | --------------------- | ----------- | ------------ | ------------ | ------------ | ----------- | ----------- | ----------- |
|                    | Ramlati Ali*          | DVG         | 3 875        | 36,15        | 19,17        | 8 246       | 54,77       | 4,60        |
|                    | Elad Chakrina         | LR          | 3 493        | 32,59        | 15,83        | 6 810       | 45,23       | 4,60        |
|                    | Bacar Ali Boto        | DVG         | 1 338        | 12,48        | 3,14         |             |             |             |
|                    | Daniel Zaïdani        | MDM         | 1 305        | 12,17        | 1,23         |             |             |             |
|                    | Abdullah Big Mikidadi | LFI         | 280          | 2,61         | 0,63         |             |             |             |
|                    | Alexandre Alçuyet     | UPR         | 189          | 1,76         | 1,09         |             |             |             |
|                    | Bacar Mouta           | PSM         | 178          | 1,66         | Nv           |             |             |             |
|                    | Boina Dinouraini      | DIV         | 61           | 0,57         | 1,29         |             |             |             |
|                    |                       |             |              |              |              |             |             |             |
| Inscrits           | Inscrits              | Inscrits    | 38 840       | 100,00       |              | 38 768      | 100,00      |             |
| Abstentions        | Abstentions           | Abstentions | 26 999       | 69,51        | 22 733       | 58,641      |             |             |
| Votants            | Votants               | Votants     | 11 841       | 30,49        | 16 035       | 41,36       |             |             |
| Blancs             | Blancs                | Blancs      | 460          | 3,88         | 381          | 2,38        |             |             |
| Nuls               | Nuls                  | Nuls        | 662          | 5,59         | 598          | 3,73        |             |             |
| Exprimés           | Exprimés              | Exprimés    | 10 719       | 90,52        | 15 056       | 93,89       |             |             |
| * députée sortante |                       |             |              |              |              |             |             |             |

### 5ecirconscription des Français établis hors de France
Les électeurs de la cinquième circonscription des Français établis hors de France sont appelés à élire un nouveau député à la suite de l'annulation des résultats de juin 2017 par le Conseil constitutionnel. En effet, à la suite d'un recours de Laurence Sailliet (LR), troisième au premier tour de l'élection législative du 4 juin, l'élection de Samantha Cazebonne (LREM) est annulée le 2 février 2018 « compte tenu du faible écart de voix entre les candidats arrivés deuxième et troisième au premier tour de scrutin » et d'irrégularités qui « sont de nature à avoir modifié l'ordre de préférence exprimé par les électeurs entre ceux-ci à ce premier tour et à avoir ainsi influé sur l'issue du second tour ».
L'élection partielle se tient les 8 et 22 avril 2018.
| Candidat           | Candidat                | Parti               | Premier tour | Premier tour | Premier tour | Second tour | Second tour | Second tour |
| Candidat           | Candidat                | Parti               | Voix         | %            | +/- 2017     | Voix        | %           | +/- 2017    |
| ------------------ | ----------------------- | ------------------- | ------------ | ------------ | ------------ | ----------- | ----------- | ----------- |
|                    | Samantha Cazebonne*     | LREM-UDI            | 2 398        | 35,15        | 15,21        | 3 623       | 53,96       | 12,25       |
|                    | François Ralle-Andreoli | AE-LFI-EÉLV-PCF-G·s | 1 941        | 28,45        | 12,93        | 3 091       | 46,04       | 12,25       |
|                    | Raphaël Chambat         | LR-LC-CPNT          | 952          | 13,95        | 1,16         |             |             |             |
|                    | Jean-Laurent Poitevin   | LREM diss.          | 511          | 7,49         | Nv           |             |             |             |
|                    | Mehdi Benlahcen         | PS                  | 510          | 7,47         | 0,66         |             |             |             |
|                    | Ludovic Lemoues         | FPR                 | 275          | 4,03         | 3,28         |             |             |             |
|                    | Yohann Castro           | LR diss.            | 122          | 1,79         | Nv           |             |             |             |
|                    | Michel Hunault          | DVD                 | 63           | 0,92         | Nv           |             |             |             |
|                    | Samir Sahraoui          | DIV                 | 51           | 0,75         | Nv           |             |             |             |
|                    |                         |                     |              |              |              |             |             |             |
| Inscrits           | Inscrits                | Inscrits            | 88 455       | 100,00       |              | 88 408      | 100,00      |             |
| Abstentions        | Abstentions             | Abstentions         | 81 495       | 92,13        | 81 360       | 92,03       |             |             |
| Votants            | Votants                 | Votants             | 6 960        | 7,87         | 7 048        | 7,97        |             |             |
| Blancs             | Blancs                  | Blancs              | 87           | 1,25         | 203          | 2,88        |             |             |
| Nuls               | Nuls                    | Nuls                | 50           | 0,72         | 131          | 1,86        |             |             |
| Exprimés           | Exprimés                | Exprimés            | 6823         | 98,03        | 6 714        | 95,26       |             |             |
| * députée sortante |                         |                     |              |              |              |             |             |             |

### Circonscription de Wallis-et-Futuna
Les électeurs de la circonscription de Wallis-et-Futuna sont appelés à élire un nouveau député à la suite de l'annulation des résultats de juin 2017 par le Conseil constitutionnel. En effet, l'élection de Napole Polutele est annulée le 2 février 2018, à cause de l'absence d'une soixantaine de signatures sur les feuilles d'émargement. Les voix correspondantes sont donc annulées et Napole Polutele n'obtient plus la majorité absolue qui l'avait faite élire au premier tour.
Le premier et unique tour de scrutin se tient le 15 avril 2018.
|                                   | Sylvain Brial élu       | Divers droite  | 3 656 | 51,61  |  |  |  |
|                                   | Napole Polutele sortant | Divers gauche  | 3 428 | 48,39  |  |  |  |
|                                   |                         |                |       |        |  |  |  |
| Inscrits                          | Inscrits                | Inscrits       | 8 580 | 100,00 |  |  |  |
| Abstentions                       | Abstentions             | Abstentions    | 1 457 | 16,98  |  |  |  |
| Votants                           | Votants                 | Votants        | 7 123 | 83,02  |  |  |  |
| Blancs et nuls                    | Blancs et nuls          | Blancs et nuls | 39    | 0,55   |  |  |  |
| Exprimés                          | Exprimés                | Exprimés       | 7 084 | 99,45  |  |  |  |
| Source : Ministère de l'Intérieur |                         |                |       |        |  |  |  |

### 7ecirconscription de La Réunion
Le 6 juillet 2018, le Conseil constitutionnel déclare Thierry Robert inéligible pour une période de trois ans et le démet d'office de son mandat de député pour manquement à ses obligations fiscales.
L'élection partielle se tient les 23 et 30 septembre 2018. Treize candidats se disputent le siège de député.
| Candidat    | Candidat              | Parti         | Premier tour | Premier tour | Premier tour | Second tour | Second tour | Second tour |
| Candidat    | Candidat              | Parti         | Voix         | %            | +/- 2017     | Voix        | %           | +/- 2017    |
| ----------- | --------------------- | ------------- | ------------ | ------------ | ------------ | ----------- | ----------- | ----------- |
|             | Jean-Luc Poudroux     | OR-LR-UDI-LRE | 6 402        | 27,11        | 19,90        | 17 228      | 59,44       | Nv          |
|             | Pierrick Robert       | MoDem-LPA     | 4 030        | 17,07        | 7,80         | 11 754      | 40,56       | 20,22       |
|             | Aurélien Centon       | DIV           | 3 582        | 15,17        | Nv           |             |             |             |
|             | Emmanuel Séraphin     | PLR-PS        | 2 241        | 9,49         | 1,36         |             |             |             |
|             | Jean-François Nativel | DIV           | 1 677        | 7,10         | 0,95         |             |             |             |
|             | Perceval Gaillard     | LFI           | 1 137        | 4,81         | 7,06         |             |             |             |
|             | Gilles Leperlier      | PCR           | 886          | 3,75         | Nv           |             |             |             |
|             | Ulrich Quinot         | DIV           | 845          | 3,58         | Nv           |             |             |             |
|             | Jean-Pierre Marchau   | EÉLV          | 744          | 3,15         | Nv           |             |             |             |
|             | Mathieu Hoarau        | DVD           | 725          | 3,07         | Nv           |             |             |             |
|             | Michelle Lartin-Graja | RN            | 617          | 2,61         | 1,48         |             |             |             |
|             | Jonathan Rivière      | LR diss.      | 570          | 2,41         | 1,09         |             |             |             |
|             | Fabien Dijoux         | UPR           | 158          | 0,67         | 0,59         |             |             |             |
|             |                       |               |              |              |              |             |             |             |
| Inscrits    | Inscrits              | Inscrits      | 110 968      | 100,00       |              | 110 967     | 100,00      |             |
| Abstentions | Abstentions           | Abstentions   | 85 279       | 76,85        | 76 977       | 69,37       |             |             |
| Votants     | Votants               | Votants       | 25 689       | 23,15        | 33 990       | 30,63       |             |             |
| Blancs      | Blancs                | Blancs        | 854          | 0,77         | 1873         | 1,69        |             |             |
| Nuls        | Nuls                  | Nuls          | 1221         | 1,10         | 3135         | 2,83        |             |             |
| Exprimés    | Exprimés              | Exprimés      | 23614        | 21,28        | 28982        | 26,12       |             |             |

### 1recirconscription de l'Essonne
Le 25 septembre 2018, Manuel Valls annonce sa démission de son mandat de député dans le cadre de sa candidature à la mairie de Barcelone. Il démissionne le 3 octobre suivant, ce qui conduit à l’organisation d’une élection législative partielle les 18 et 25 novembre 2018. Onze candidats se disputent le siège de député lors du 1er tour,,.
Francis Chouat, maire d'Evry et candidat sans étiquette proche du centre, soutenu par La République en marche et des dissidents Les Républicains, se qualifie au second tour face à Farida Amrani, conseillère municipale et candidate de La France insoumise. Génération.s appelle à voter en faveur de cette dernière, tout comme le candidat communiste, Michel Nouaille et le Nouveau Parti anticapitaliste,. Eva Sas (EÉLV) refuse de choisir entre les deux candidats, tandis que des élus d'EÉLV, comme Esther Benbassa ou Éric Piolle, soutiennent la candidate FI,. Le candidat RN, Grégory Saillol, ne donne pas de consigne de vote.
| Candidat        | Candidat            | Parti       | Premier tour | Premier tour | Premier tour | Second tour | Second tour | Second tour |
| Candidat        | Candidat            | Parti       | Voix         | %            | +/- 2017     | Voix        | %           | +/- 2017    |
| --------------- | ------------------- | ----------- | ------------ | ------------ | ------------ | ----------- | ----------- | ----------- |
|                 | Francis Chouat      | LREM        | 3 789        | 29,99        | Nv           | 6 570       | 59,10       | Nv          |
|                 | Farida Amrani       | LFI-MRC     | 2 251        | 17,82        | 0,21         | 4 546       | 40,90       | 8,80        |
|                 | Grégory Saillol     | RN          | 1 733        | 13,72        | 3,52         |             |             |             |
|                 | Éva Sas             | EÉLV-PS     | 1 330        | 10,53        | Nv           |             |             |             |
|                 | Jean-François Bayle | LR          | 1 290        | 10,21        | 1,72         |             |             |             |
|                 | Michel Nouaille     | PCF-G·s     | 1 065        | 8,43         | 0,85         |             |             |             |
|                 | Mikaël Matingou     | DVG         | 577          | 4,57         | Nv           |             |             |             |
|                 | Yavar Siyahkalroudi | UPR         | 180          | 1,42         | 0,62         |             |             |             |
|                 | Rémy Courtaux       | DIV         | 166          | 1,31         | Nv           |             |             |             |
|                 | Jean Camonin        | LO          | 155          | 1,23         | 0,38         |             |             |             |
| Michèle Fédérak | NPA                 | 98          | 0,78         | 0,42         |              |             |             |             |
|                 |                     |             |              |              |              |             |             |             |
| Inscrits        | Inscrits            | Inscrits    | 72 227       | 100,00       |              | 72 227      | 100,00      |             |
| Abstentions     | Abstentions         | Abstentions | 59 160       | 81,91        | 59 908       | 82,94       |             |             |
| Votants         | Votants             | Votants     | 13 067       | 18,09        | 12 319       | 17,06       |             |             |
| Blancs          | Blancs              | Blancs      | 295          | 2,26         | 739          | 6,00        |             |             |
| Nuls            | Nuls                | Nuls        | 138          | 1,06         | 464          | 3,77        |             |             |
| Exprimés        | Exprimés            | Exprimés    | 12 634       | 96.69        | 11 116       | 90,23       |             |             |

## Élections partielles en 2020

### 5ecirconscription de la Seine-Maritime
Christophe Bouillon est élu maire de Barentin le 28 mai 2020 et démissionne le 18 juin suivant pour cumul des mandats. Son suppléant Bastien Coriton, lui aussi élu maire à Rives-en-Seine, démissionne cinq jours après son entrée en fonction. Une élection partielle est organisée les 20 et 27 septembre 2020,
|                          | Gérard Leseul            | PS                       | 6 586  | 39,94 | 1,92   | 11 502 | 71,61 | 2,76 |  |  |
|                          | Jean-Cyril Montier       | RN                       | 2 970  | 18,01 | 0,81   | 4 561  | 28,39 | Nv   |  |  |
|                          | Patricia Lhoir           | LREM                     | 1 767  | 10,72 | Nv     |        |       |      |  |  |
|                          | Michel Allais            | LR-LC                    | 1 601  | 9,71  | 11,41  |        |       |      |  |  |
|                          | Auban Al Jiboury         | G·s-EELV                 | 1 455  | 8,82  | Nv     |        |       |      |  |  |
|                          | Maxime da Silva          | LFI-PCF                  | 1 434  | 8,70  | 3,06   |        |       |      |  |  |
|                          | Valérie Foissey          | LO                       | 391    | 2,37  | 1,15   |        |       |      |  |  |
|                          | Jean-Christophe Loutre   | UPR                      | 286    | 1,73  | 0,63   |        |       |      |  |  |
|                          |                          |                          |        |       |        |        |       |      |  |  |
| Suffrages exprimés       | Suffrages exprimés       | Suffrages exprimés       | 16 490 | 97,47 |        | 16 063 | 94,71 |      |  |  |
| Votes blancs             | Votes blancs             | Votes blancs             | 270    | 1,60  |        |        |       |      |  |  |
| Votes nuls               | Votes nuls               | Votes nuls               | 158    | 0,93  |        |        |       |      |  |  |
| Total                    | Total                    | Total                    | 16 918 | 100   | -      | 16 961 | 100   | -    |  |  |
| Abstentions              | Abstentions              | Abstentions              | 78 605 | 82,29 |        | 77 764 | 82,25 |      |  |  |
| Inscrits / participation | Inscrits / participation | Inscrits / participation | 95 523 | 17,71 | 94 725 | 17,75  |       |      |  |  |

### 9ecirconscription du Val-de-Marne
Luc Carvounas est élu maire d'Alfortville le 24 mai 2020 et démissionne le 23 juin 2020 pour cumul des mandats. Sa suppléante, Sarah Taillebois, ne souhaitant pas reprendre sa fonction afin de poursuivre ses études à l’ENA, démissionne immédiatement. Une élection partielle est organisée les 20 et 27 septembre 2020,.
|                          | Isabelle Santiago         | PS                       | 2 230  | 33,74 | 13,2   | 3 096  | 57,80 | 0,94 |  |  |
|                          | Sandra Regol              | EELV                     | 1 147  | 17,35 | Nv     | 2 260  | 42,20 | Nv   |  |  |
|                          | Jonathan Rosenblum        | LREM                     | 661    | 10,00 | 19,25  |        |       |      |  |  |
|                          | Fatmata Konaté            | PCF diss.                | 639    | 9,67  | 0,87   |        |       |      |  |  |
|                          | Gaëtan Dussausaye         | RN                       | 595    | 9,00  | 0,46   |        |       |      |  |  |
|                          | Michèle Bonhomme-Afflatet | LR                       | 594    | 8,99  | 1,15   |        |       |      |  |  |
|                          | Christian Benedetti       | LFI-PCF                  | 437    | 6,61  | 9,08   |        |       |      |  |  |
|                          | Sandrine Ruchot           | LO                       | 161    | 2,44  | 1,52   |        |       |      |  |  |
|                          | Abdallah Benbekta         | EELV diss.               | 146    | 2,21  | Nv     |        |       |      |  |  |
|                          |                           |                          |        |       |        |        |       |      |  |  |
| Suffrages exprimés       | Suffrages exprimés        | Suffrages exprimés       | 6 610  | 97,03 |        | 5 356  | 92,44 |      |  |  |
| Votes blancs             | Votes blancs              | Votes blancs             | 101    | 1,48  |        |        |       |      |  |  |
| Votes nuls               | Votes nuls                | Votes nuls               | 101    | 1,48  |        |        |       |      |  |  |
| Total                    | Total                     | Total                    | 6 812  | 100   | -      | 5 794  | 100   | -    |  |  |
| Abstentions              | Abstentions               | Abstentions              | 46 039 | 87,11 |        | 47 075 | 89,04 |      |  |  |
| Inscrits / participation | Inscrits / participation  | Inscrits / participation | 52 851 | 12,88 | 52 869 | 10,96  |       |      |  |  |

### 11ecirconscription des Yvelines
Nadia Hai démissionne de son mandat de députée le 6 juillet 2020, le jour de sa nomination au gouvernement, son suppléant Moussa Ouarouss (étant mis en examen pour trafic international de stupéfiants en bande organisée et association de malfaiteurs) ne souhaitant pas lui succéder s’étant retiré du monde politique. Une élection partielle est organisée les 20 et 27 septembre 2020,.
|                          | Philippe Benassaya       | LR-UDI                   | 3 985  | 36,62 | 13,53  | 5 692  | 57,63 | 10,59 |  |  |  |  |  |  |  |  |  |  |  |  |
|                          | Sandrine Grandgambe      | G·s-EELV                 | 2 702  | 24,83 | Nv     | 4 184  | 42,37 | Nv    |  |  |  |  |  |  |  |  |  |  |  |  |
|                          | Pierre Luce              | LREM                     | 1 678  | 15,42 | 17,56  |        |       |       |  |  |  |  |  |  |  |  |  |  |  |  |
|                          | Laurent Morin            | RN                       | 776    | 7,13  | 0,1    |        |       |       |  |  |  |  |  |  |  |  |  |  |  |  |
|                          | Valérie Froberger        | PCF-LFI                  | 705    | 6,48  | 4,72   |        |       |       |  |  |  |  |  |  |  |  |  |  |  |  |
|                          | Olivier Gallant          | DLF                      | 388    | 3,57  | 2,25   |        |       |       |  |  |  |  |  |  |  |  |  |  |  |  |
|                          | Jérémy Bizet             | FE-MEI                   | 271    | 2,49  | Nv     |        |       |       |  |  |  |  |  |  |  |  |  |  |  |  |
|                          | Patrick Planque          | LO                       | 144    | 1,32  | 0,82   |        |       |       |  |  |  |  |  |  |  |  |  |  |  |  |
|                          | Laurent Cocheton         | UPR                      | 131    | 1,20  | 0,58   |        |       |       |  |  |  |  |  |  |  |  |  |  |  |  |
|                          | Kamal Benmarouf          | RPR                      | 101    | 0,93  | Nv     |        |       |       |  |  |  |  |  |  |  |  |  |  |  |  |
|                          | Abdelaziz Chneguir       | DVG                      | 0      | 0,00  | Nv     |        |       |       |  |  |  |  |  |  |  |  |  |  |  |  |
|                          | Nicolas Mandjiny         | DVC                      | 0      | 0,00  | Nv     |        |       |       |  |  |  |  |  |  |  |  |  |  |  |  |
|                          |                          |                          |        |       |        |        |       |       |  |  |  |  |  |  |  |  |  |  |  |  |
| Suffrages exprimés       | Suffrages exprimés       | Suffrages exprimés       | 10 881 | 98,02 |        | 9 876  | 96,40 |       |  |  |  |  |  |  |  |  |  |  |  |  |
| Votes blancs et nuls     | Votes blancs et nuls     | Votes blancs et nuls     | 220    | 1,98  | 368    | 3,60   |       |       |  |  |  |  |  |  |  |  |  |  |  |  |
| Total                    | Total                    | Total                    | 11 101 | 100   | -      | 10 244 | 100   | -     |  |  |  |  |  |  |  |  |  |  |  |  |
| Abstentions              | Abstentions              | Abstentions              | 55 983 | 83,40 |        | 56 646 | 84,69 |       |  |  |  |  |  |  |  |  |  |  |  |  |
| Inscrits / participation | Inscrits / participation | Inscrits / participation | 66 884 | 16,60 | 66 890 | 15,31  |       |       |  |  |  |  |  |  |  |  |  |  |  |  |

### 2ecirconscription de La Réunion
Huguette Bello est élue maire de Saint-Paul. Son suppléant Olivier Hoarau démissionne immédiatement afin de demeurer maire du Port. Une élection partielle est organisée les 20 et 27 septembre 2020,.
| Candidat                 | Candidat                 | Parti                    | Premier tour | Premier tour | Premier tour | Second tour | Second tour | Second tour |  |
| Candidat                 | Candidat                 | Parti                    | Voix         | %            | +/-          | Voix        | %           | +/-         |  |
| ------------------------ | ------------------------ | ------------------------ | ------------ | ------------ | ------------ | ----------- | ----------- | ----------- |  |
|                          | Karine Lebon             | PLR-PCR-PS-LFI           | 7 069        | 52,15        | 4,93         | 12 177      | 71,96       | 1,63        |  |
|                          | Audrey Fontaine          | DVD                      | 2 145        | 15,83        | Nv           | 4 746       | 28,04       | Nv          |  |
|                          | Philippe Robert          | PCR diss.                | 839          | 6,19         | Nv           |             |             |             |  |
|                          | Alain Bénard             | OR-LR                    | 733          | 5,41         | 14,96        |             |             |             |  |
|                          | Patrick Serveaux         | DIV                      | 650          | 4,80         | Nv           |             |             |             |  |
|                          | Jean-François Nativel    | DIV                      | 519          | 3,83         | Nv           |             |             |             |  |
|                          | Charles Moyac            | EELV                     | 441          | 3,25         | 0,44         |             |             |             |  |
|                          | Laurence Lougnon         | LPA-MoDem                | 268          | 1,98         | 5,49         |             |             |             |  |
|                          | Michelle Lartin-Graja    | RN                       | 214          | 1,58         | 2,69         |             |             |             |  |
|                          | Jacques Elie Dijoux      | DVD                      | 194          | 1,43         | Nv           |             |             |             |  |
|                          | Hary Grondin             | DIV                      | 191          | 1,41         | Nv           |             |             |             |  |
|                          | Davilla Verdun           | DVD                      | 153          | 1,13         | Nv           |             |             |             |  |
|                          | Rémy Massain             | PRG                      | 111          | 0,82         | Nv           |             |             |             |  |
|                          | Jean-Philippe Desby      | DIV                      | 27           | 0,20         | Nv           |             |             |             |  |
|                          |                          |                          |              |              |              |             |             |             |  |
| Suffrages exprimés       | Suffrages exprimés       | Suffrages exprimés       | 13 554       | 92,98        |              | 16 923      | 93,09       |             |  |
| Votes blancs             | Votes blancs             | Votes blancs             | 450          | 3,09         | 479          | 2,64        |             |             |  |
| Votes nuls               | Votes nuls               | Votes nuls               | 574          | 3,94         | 776          | 4,27        |             |             |  |
| Total                    | Total                    | Total                    | 14 578       | 100          | -            | 18 178      | 100         | -           |  |
| Abstentions              | Abstentions              | Abstentions              | 81 650       | 84,85        |              | 78 079      | 81,12       |             |  |
| Inscrits / participation | Inscrits / participation | Inscrits / participation | 96 228       | 15,15        | 96 257       | 18,88       |             |             |  |

### 1recirconscription du Haut-Rhin
Éric Straumann est élu maire de Colmar. Sa suppléante Brigitte Klinkert, annonce préférer demeurer présidente du conseil départemental du Haut-Rhin[réf. nécessaire] ; elle est nommée ministre déléguée quelques jours après et quitte donc la présidence du conseil départemental. Une élection partielle est organisée les 20 et 27 septembre 2020,.
|                          | Yves Hemedinger          | LR                       | 6 944  | 45,39 | 7,61   | 8 933  | 62,78 | 3,63 |  |  |
|                          | Frédéric Hilbert         | EELV                     | 3 600  | 23,53 | 18,92  | 5 097  | 37,22 | Nv   |  |  |
|                          | Christian Zimmermann     | RN-LDP                   | 2 148  | 14,04 | 2,62   |        |       |      |  |  |
|                          | Michel Clog              | SE                       | 1 196  | 7,82  | Nv     |        |       |      |  |  |
|                          | Pascal Tschaen           | DLF                      | 588    | 3,84  | 2,7    |        |       |      |  |  |
|                          | Jean-Frédéric Baechler   | app. LREM                | 479    | 3,13  | 23,11  |        |       |      |  |  |
|                          | Gilles Schaffar          | LO                       | 311    | 2,03  | 1,62   |        |       |      |  |  |
|                          | Thomas Fritz             | SE                       | 32     | 0,21  | Nv     |        |       |      |  |  |
|                          |                          |                          |        |       |        |        |       |      |  |  |
| Suffrages exprimés       | Suffrages exprimés       | Suffrages exprimés       | 15 298 | 97,42 |        | 14 030 | 95,93 |      |  |  |
| Votes blancs             | Votes blancs             | Votes blancs             | 286    | 1,82  | 377    | 2,57   |       |      |  |  |
| Votes nuls               | Votes nuls               | Votes nuls               | 119    | 0,76  | 217    | 1,48   |       |      |  |  |
| Total                    | Total                    | Total                    | 15 703 | 100   | -      | 14 624 | 100   |      |  |  |
| Abstentions              | Abstentions              | Abstentions              | 61 596 | 79,69 |        | 62 681 | 81,05 |      |  |  |
| Inscrits / participation | Inscrits / participation | Inscrits / participation | 77 299 | 20,31 | 77 305 | 18,92  |       |      |  |  |

### 3ecirconscription de Maine-et-Loire
Jean-Charles Taugourdeau est élu maire de Beaufort-en-Anjou. Sa suppléante Élisabeth Marquet a été réélue à la mairie de Jarzé Villages. Une élection partielle est organisée les 20 et 27 septembre 2020,.
| Candidat                 | Candidat                 | Parti                    | Premier tour | Premier tour | Premier tour | Second tour | Second tour | Second tour |  |
| Candidat                 | Candidat                 | Parti                    | Voix         | %            | +/-          | Voix        | %           | +/-         |  |
| ------------------------ | ------------------------ | ------------------------ | ------------ | ------------ | ------------ | ----------- | ----------- | ----------- |  |
|                          | Anne-Laure Blin          | LR                       | 3 113        | 25,23        | 1,94         | 7 329       | 61,14       | 9,26        |  |
|                          | Daphnée Raveneau         | EELV-PS-PCF-G·s-GÉ       | 2 810        | 22,78        | 18,35        | 4 658       | 38,86       | Nv          |  |
|                          | Adrien Denis             | LR diss. (LMR)           | 2 497        | 20,24        | Nv           |             |             |             |  |
|                          | Guy Bertin               | LREM                     | 2 276        | 18,45        | 11,51        |             |             |             |  |
|                          | Patrice Lancien          | RN                       | 1 206        | 9,78         | 2,71         |             |             |             |  |
|                          | Patricia Peillon         | LO                       | 260          | 2,11         | 1,38         |             |             |             |  |
|                          | Jean-Eudes Gannat        | EXD                      | 174          | 1,41         | Nv           |             |             |             |  |
|                          |                          |                          |              |              |              |             |             |             |  |
| Suffrages exprimés       | Suffrages exprimés       | Suffrages exprimés       | 12 336       | 97,39        |              | 11 987      | 95,06       |             |  |
| Votes blancs             | Votes blancs             | Votes blancs             | 213          | 1,68         | 363          | 2,87        |             |             |  |
| Votes nuls               | Votes nuls               | Votes nuls               | 118          | 0,93         | 259          | 2,05        |             |             |  |
| Total                    | Total                    | Total                    | 12 667       | 100          | -            | 12 609      | 100         | -           |  |
| Abstentions              | Abstentions              | Abstentions              | 58 348       | 82,16        |              | 58 425      | 82,25       |             |  |
| Inscrits / participation | Inscrits / participation | Inscrits / participation | 71 015       | 17,84        | 71 034       | 17,78       |             |             |  |

## Élections partielles en 2021

### 6ecirconscription du Pas-de-Calais
Brigitte Bourguignon devient ministre déléguée chargée de l'Autonomie dans le gouvernement Castex. Son suppléant Ludovic Loquet annonce qu'il préfère conserver ses mandats locaux et démissionne le 27 septembre suivant. Une élection partielle est organisée les 22 et 29 novembre 2020. À cause du confinement lié à la pandémie de Covid-19, cette élection est reportée sine die. Les électeurs sont de nouveaux convoqués, initialement les 4 et 11 avril 2021, puis les 30 mai et 6 juin 2021.
|                          | Brigitte Bourguignon      | LREM                     | 7 458  | 34,95 | 6,99   | 12 558 | 62,05 | 1,21 |  |  |
|                          | Marie-Christine Bourgeois | RN                       | 5 125  | 24,02 | 1,33   | 7 682  | 37,95 | 1,21 |  |  |
|                          | Faustine Maliar           | LR                       | 4 097  | 19,20 | 3,25   |        |       |      |  |  |
|                          | Bastien Marguerite-Garin  | PS                       | 2 755  | 12,91 | Nv     |        |       |      |  |  |
|                          | Jérôme Jossien            | G.s (PCF - LFI)          | 1 237  | 5,80  | Nv     |        |       |      |  |  |
|                          | Laure Bourel              | LO                       | 663    | 3,11  | 2,01   |        |       |      |  |  |
|                          |                           |                          |        |       |        |        |       |      |  |  |
| Suffrages exprimés       | Suffrages exprimés        | Suffrages exprimés       | 21 337 | 95,08 |        | 20 240 | 91,22 |      |  |  |
| Votes blancs             | Votes blancs              | Votes blancs             | 686    | 3,06  | 1 065  | 4,80   |       |      |  |  |
| Votes nuls               | Votes nuls                | Votes nuls               | 434    | 1,93  | 883    | 3,98   |       |      |  |  |
| Total                    | Total                     | Total                    | 22 440 | 100   | -      | 22 188 | 100   | -    |  |  |
| Abstentions              | Abstentions               | Abstentions              | 70 055 | 75,74 |        | 70 309 | 76,01 |      |  |  |
| Inscrits / participation | Inscrits / participation  | Inscrits / participation | 92 495 | 24,26 | 92 497 | 23,99  |       |      |  |  |

### 15ecirconscription de Paris
George Pau-Langevin est nommée adjointe à la Défenseur des droits, Claire Hédon, par le décret du 10 novembre 2020, ce qui entraîne sa démission de l'Assemblée nationale le 20 novembre et provoque ainsi une élection législative partielle. L'élection est alors prévue le 4 avril 2021. En raison des restrictions sanitaires liées à la crise de la Covid-19 et de la proclamation d'un nouveau confinement à Paris, il est envisagé de reporter l'élection. Le gouvernement pense d'abord la maintenir, avant d'acter finalement fin mars son report sine die. Elle est finalement programmée les 30 mai et 6 juin.
| Candidat                 | Candidat                 | Parti                    | Premier tour | Premier tour | Premier tour | Second tour | Second tour | Second tour |
| Candidat                 | Candidat                 | Parti                    | Voix         | %            | +/-          | Voix        | %           | +/-         |
| ------------------------ | ------------------------ | ------------------------ | ------------ | ------------ | ------------ | ----------- | ----------- | ----------- |
|                          | Lamia El Aaraje          | PS (PRG)                 | 3 010        | 25,82        | 1,53         | 6 678       | 56,56       | 3,73        |
|                          | Danielle Simonnet        | LFI                      | 2 437        | 20,90        | 2,12         | 5 128       | 43,44       | 3,73        |
|                          | François-Marie Didier    | LR (SL - LC)             | 2 171        | 18,62        | 9,60         |             |             |             |
|                          | Antoinette Guhl          | EELV (G.s)               | 2 160        | 18,53        | 7,55         |             |             |             |
|                          | Thomas Roger             | PCF                      | 1 239        | 10,63        | 6,02         |             |             |             |
|                          | Jean-Damien de Sinzogan  | SE,                      | 449          | 3,85         | Nv           |             |             |             |
|                          | Sarah Gardent            | POID                     | 130          | 1,12         | Nv           |             |             |             |
|                          | Farid Ghehioueche        | CSF (FLUO)               | 63           | 0,54         | Nv           |             |             |             |
|                          |                          |                          |              |              |              |             |             |             |
| Suffrages exprimés       | Suffrages exprimés       | Suffrages exprimés       | 11 659       | 96,92        |              | 11 806      | 93,22       |             |
| Votes blancs             |                          |                          |              |              |              |             |             |             |
| Votes nuls               |                          |                          |              |              |              |             |             |             |
| Total                    | Total                    | Total                    | 12 029       | 100          | -            | 12 664      | 100         | -           |
| Abstentions              | Abstentions              | Abstentions              | 65 341       | 84,46        |              | 64 760      | 83,64       |             |
| Inscrits / participation | Inscrits / participation | Inscrits / participation | 77 370       | 15,54        | 77 424       | 16,36       |             |             |

Le 28 janvier 2022, le Conseil constitutionnel annule l'élection à la suite de l'usurpation de logo d'un de ses adversaires de premier tour, Lamia El Aaraje perd donc automatiquement son mandat. Les élections législatives se tenant quelques mois plus tard, il n'y a pas de partielle et le siège reste vacant.

### 3ecirconscription d'Indre-et-Loire
Le 16 février 2021, Sophie Auconie annonce sa démission pour raisons de santé, démission qui devient effective le 5 mars 2021. Sur proposition de Richard Ferrand, président de l'Assemblée nationale, elle accepte par ailleurs de devenir vice-présidente de l'Autorité de régulation des transports. Gérard Dubois, le suppléant de Sophie Auconie, annonce qu'il n'est pas candidat à la législative partielle.
L'élection est programmée les 30 mai et 6 juin 2021.
| Candidat                 | Candidat                 | Parti                    | Premier tour | Premier tour | Premier tour | Second tour | Second tour | Second tour |  |
| Candidat                 | Candidat                 | Parti                    | Voix         | %            | +/-          | Voix        | %           | +/-         |  |
| ------------------------ | ------------------------ | ------------------------ | ------------ | ------------ | ------------ | ----------- | ----------- | ----------- |  |
|                          | Sophie Métadier          | UDI (LR - LREM)          | 7 744        | 45,02        | 25,00        | 10 503      | 62,93       | 6,34        |  |
|                          | Murielle Riolet          | PS (PCF)                 | 3 462        | 20,12        | 8,42         | 6 188       | 37,07       | 6,34        |  |
|                          | Jean-Guy Protin          | RN                       | 3 207        | 18,64        | 11,02        |             |             |             |  |
|                          | Zélie Geneix             | EELV                     | 2 790        | 16,22        | 9,62         |             |             |             |  |
|                          |                          |                          |              |              |              |             |             |             |  |
| Suffrages exprimés       | Suffrages exprimés       | Suffrages exprimés       | 17 203       | 96,30        |              | 16 691      | 93,45       |             |  |
| Votes blancs             | Votes blancs             | Votes blancs             | 418          | 2,34         |              |             |             |             |  |
| Votes nuls               | Votes nuls               | Votes nuls               | 243          | 1,36         |              |             |             |             |  |
| Total                    | Total                    | Total                    | 17 864       | 100          | -            | 17 860      | 100         | -           |  |
| Abstentions              | Abstentions              | Abstentions              | 79 381       | 81,63        |              | 79 931      | 81,75       |             |  |
| Inscrits / participation | Inscrits / participation | Inscrits / participation | 97 245       | 18,37        | 97 791       | 18,25       |             |             |  |

### 1recirconscription de l'Oise
L'élection, qui fait suite au décès d'Olivier Dassault (député depuis 1988), est programmée pour les 30 mai et 6 juin 2021.
| Candidat                 | Candidat                 | Parti                                       | Premier tour | Premier tour | Premier tour | Second tour | Second tour | Second tour |
| Candidat                 | Candidat                 | Parti                                       | Voix         | %            | +/-          | Voix        | %           | +/-         |
| ------------------------ | ------------------------ | ------------------------------------------- | ------------ | ------------ | ------------ | ----------- | ----------- | ----------- |
|                          | Victor Habert-Dassault   | LR (UDI - LC)                               | 12 377       | 58,44        | 19,93        | 15 100      | 80,41       | 13,34       |
|                          | Claire Marais-Beuil      | RN (LDP - LAF - LL)                         | 3 233        | 15,27        | 2,85         | 3 679       | 19,59       | Nv          |
|                          | Roxane Lundy             | G.s (EÉLV - PS - PRG - PCF - PP - CÉ - MdP) | 2 607        | 12,31        | Nv           |             |             |             |
|                          | Karim Lamaaizi           | LREM (PE)                                   | 967          | 4,57         | 19,56        |             |             |             |
|                          | Axelle Latrasse          | EELV diss.                                  | 671          | 3,17         | Nv           |             |             |             |
|                          | Dominique Renard         | DLF                                         | 662          | 3,13         | 1,79         |             |             |             |
|                          | Renée Potchtovik         | LO                                          | 421          | 1,99         | 1,16         |             |             |             |
|                          | Thomas Joly              | PDF                                         | 241          | 1,14         | 0,24         |             |             |             |
|                          |                          |                                             |              |              |              |             |             |             |
| Suffrages exprimés       | Suffrages exprimés       | Suffrages exprimés                          | 21 179       | 97,34        |              | 18 779      | 93,78       |             |
| Votes blancs             | Votes blancs             | Votes blancs                                | 364          | 1,67         | 770          | 3,85        |             |             |
| Votes nuls               | Votes nuls               | Votes nuls                                  | 215          | 0,99         | 476          | 2,38        |             |             |
| Total                    | Total                    | Total                                       | 21 758       | 100          | -            | 20 025      | 100         | -           |
| Abstentions              | Abstentions              | Abstentions                                 | 60 614       | 73,59        |              | 62 362      | 75,66       |             |
| Inscrits / participation | Inscrits / participation | Inscrits / participation                    | 82 372       | 26,41        | 82 387       | 24,34       |             |             |